# كارولينا كوتن
كارولينا كوتن (بالإنجليزية: Carolina Cotton)‏ هي مغنية وممثلة أمريكية، ولدت في 20 أكتوبر 1925 في كاش في الولايات المتحدة، وتوفيت في 10 يونيو 1997 في بيكرسفيلد في الولايات المتحدة.

## وصلات خارجية
- كارولينا كوتن على موقع IMDb (الإنجليزية)
- كارولينا كوتن على موقع ميوزك برينز (الإنجليزية)
- كارولينا كوتن على موقع ديسكوغز (الإنجليزية)
- كارولينا كوتن على موقع قاعدة بيانات الفيلم (الإنجليزية)